# ألبرتا فرجينيا سكوت
ألبرتا فرجينيا سكوت (بالإنجليزية: Alberta Virginia Scott) هي مُدرسة أمريكية، ولدت في 1878 في ريتشموند في الولايات المتحدة، وتوفيت في 30 أغسطس 1902 في كامبريدج في المملكة المتحدة.